# Jennyfer Jewell
Jennyfer Carolyn Jewell, född 7 juni 1984 i Wellington, Nya Zeeland, är en nyzeeländsk skådespelare främst känd för rollen som Ellie i säsongerna 2-5 i  The Tribe. Hon har inte varit med i så många andra filmer eller TV-serier.
I TV-serien The Tribe, spelar hon Ellie, som är Jacks flickvän och Alices syster. Efter The Technos invasion i säsong 4 försvinner hon ganska tidigt. Ellie kommer tillbaka i säsong 5, då hon tappat minnet och hamnar hos Zoots anhängare, tills hon blir skickad till Gallerian av Java, med en bomb... och börjar därefter minnas igen...
Hon gjorde TV-reklam för Telecom Mobile år 2000 och hon har även gjort teaterroller i The Thinamajigs (1993), The Buzz O'Bumble Show (1994), Joan of Arc (1999) och Twelfth Night som Viola (2000)

## Filmografi
- 1993 – The Storytellers (TV-serie)
- 1995 – Enid Blyton Adventure Series (TV-serie) som Lucy Ann
- 1996 – Enid Blyton Secret Series (TV-serie) som Peggy Arnold
- 1997 – Spegel, Spegel (TV-serie)
- 1999 - 2003 - The Tribe säsong 2-5, som Ellie